# الحيصة (إدلب)
الحيصة قرية. امار قبيلة الموالي احفاد الكنج سورية تتبع ناحية سنجار في منطقة معرة النعمان في محافظة إدلب. بلغ عدد سكانها 272 نسمة في عام 2004 حسب إحصاء المكتب المركزي للإحصاء.